# 鼠捕りの男 (シューベルト)
『鼠捕りの男』（ねずみとりのおとこ、Der Rattenfänger）D255は、フランツ・シューベルトが作曲した歌曲。詩はヨハン・ヴォルフガング・フォン・ゲーテの作で、後にフーゴー・ヴォルフも同じ詩に作曲している（鼠捕りの男 (ヴォルフ) を参照）。

## 概要
詩の題材となっているのは、有名な「ハーメルンの笛吹き男」の伝説である。ヴォルフがこの詩のデモーニッシュな部分を強調して悪魔的な作品に仕上げたのに対し、シューベルトはのどかで民謡風の有節歌曲を作曲した。